# Leptocarpha
Leptocarpha es un género monotípico de planta herbácea erecta de la familia de las asteráceas. Su única especie, Leptocarpha rivularis,	 es originaria de Chile.
El compuesto llamado leptocarpina, metabolito generado por la planta, presenta actividad anticancerígena. Este químico antineoplásico provoca un stress (presión) en la célula enferma que inmediatamente activa los genes encargados de su reparación y de regular el ciclo celular del DNA, sin afectar a las células sanas.
La planta Leptocarpha rivularis, ha sido declarada medicamento haciendo ilegal su comercialización

## Descripción
Es un arbusto perennifolio dioico, conocido como "palo negro" , se encuentra en  Chile desde la Región Del Maule a la Región de Los Lagos. 

## Taxonomía
Leptocarpha rivularis fue descrita por Augustin Pyrame de Candolle y publicado en Prodromus Systematis Naturalis Regni Vegetabilis 5: 495. 1836.

## Reproducción
La Leptocarpha se reproduce bien por semilla al boleo, (colectadas de las plantas hembra) en suelo húmedo y por esquejes en atmósfera húmeda.

## Usos
Se le utiliza como hierba medicinal: en tratamientos asociados al cáncer principalmente. Su consumo está indicado como preventivo y coadyuvante en los tratamientos de cáncer y diabetes. Además, es un buen depurador hepático, antiinflamatorio y controla el colesterol.